# صراع عاطفي

الصراع العاطفي (بالإنجليزية: Emotional conflict)‏ هو وجود مشاعر مختلفة ومتعارضة تجاه شيء أو شخص أو حدث أو موضوع لم يغلق بعد، وقد يصاحب الصراع العاطفي أحيانا شعور بعدم الراحة الجسدية، خاصة عندما يصاحبه اضطراب وظيفي مرتبطا بالصراع العاطفي في مرحلة الطفولة، مثل صداع التوتر والذي يعبر عن حالة من التوتر الداخلي أو الصراع اللاوعي.
يَعتبر سي جي جونغ أن «الصراعات العاطفية التي تدخّل اللاوعي هي السمات الكلاسيكية لعلم النفس الطبي». وعلى حد سواء، فمفهوم فرويد للصراع العاطفي كما وضحته آنا فرويد وإريكسون وآخرون يمثل محورا مهما في النظريات المعاصرة للاضطراب العقلية لدى الأطفال، وخاصة فيما يتعلق بتطور العصاب النفسي.

## في مرحلة الطفولة
"تمتلأ المراحل المبكرة من النمو العاطفي بالصراعات والتعطيلات المحتملة"، فالطفولة المبكرة والطفولة الللاحقة تمثل الوقت الذي "يستقطب كل شيء إلى أقصى حد من الحب والكراهية" وفي حالة "العكس تماما، يجب أن تكون المشاعر المتطرفة معا. وهو أمر في حد ذاته مربكا جدا ومؤلم. فمن الصعب جدا اكتشاف أنك تكره شخصا تحبه. ويشتمل النمو على دمج هذه الصراعات العاطفية البدائية، بحيث أنه "في عملية التكامل هذه، فإن منبهات الهجوم والتدمير، ومنبهات العطاء والمشاركة تترابط معا، ويقلل كل منهما من تأثير الآخر، حتى يتم التوصل إلى نقطة يشكل فيها الطفل قدرا من الانصهار بين فكرة تدمير اللعبة -مثلا- وحقيقة حبها في نفس الوقت".